# 26, rue du Labrador
Pour les articles homonymes, voir Labrador (homonymie).
Le 26, rue du Labrador est l’adresse fictive d’un immeuble à Bruxelles dans les Aventures de Tintin, création d’Hergé. Montré pour la première fois dans L'Oreille cassée, c'est l'endroit où Tintin réside, avec son chien Milou, jusqu'à la fin de l'album Au pays de l'or noir. L'appartement comporte trois pièces : un salon, où se trouve une importante bibliothèque, un bureau et une chambre. L'aménagement intérieur évolue et s'étoffe au fil des aventures du reporter.

## L'appartement de Tintin

### Immeuble
Tintin est montré pour la première fois chez lui dans l'album L'Oreille cassée,. C'est dans ce même album (en page 6) que l'adresse de Tintin est mentionnée pour la première fois comme étant le 26, rue du Labrador,. Au fil des aventures de son héros, Hergé a pris une grande liberté en dessinant ce logement, qui n'est jamais identique d'un album à l'autre. Ainsi, dans la première version en noir et blanc de Tintin au pays de l'or noir, le quartier où vit Tintin semble d'architecture plus moderne et son appartement donne sur la rue au travers d'une large baie vitrée horizontale. D'autre part, entre Le Crabe aux pinces d'or et L'Étoile mystérieuse, l'appartement de Tintin passe du deuxième au premier étage, sans doute à cause d'une erreur d'Hergé.
La rue du Labrador dépeinte par Hergé est une rue résidentielle, à double sens de circulation (mais interdite au stationnement), rue « apparemment tranquille, sauf bien sûr lorsqu'un visiteur (...) se fait assassiner devant la porte de l'immeuble ».
L'accès à l'appartement se fait par un escalier en bois recouvert d'un tapis beige à bordures rouges. La porte d'entrée comporte une sonnette avec le nom « Tintin » (ce qui fait dire à Thomas Sertilanges que Tintin pourrait être le nom de famille et non pas le prénom du héros). Par la suite, cette étiquette est retirée, sans doute pour éviter à Tintin d'être dérangé.
Plusieurs personnages habitent l'immeuble du 26 rue du Labrador, en particulier la concierge, madame Pinson, qui est l'une des rares protagonistes féminines des Aventures de Tintin.
Le logement de Tintin est proche de celui du capitaine Haddock, à une centaine de mètres : on peut s'y rendre à pied ou en tramway.

### Appartement

#### Aménagement intérieur et bibelots
L'appartement de Tintin est un trois pièces : une entrée/salle de séjour, une chambre et un bureau. Dans le salon avec quelques souvenirs qu'il a ramenés de Chine, un grand fauteuil rouge, une bibliothèque, un tapis, un poste de TSF. La chambre à coucher est meublée avec un lit une place, une table de nuit et une lampe de chevet. Le chien Milou y dort avec son maître.
Si Tintin est parfois dépeint dans sa salle de bains, on ne voit jamais la cuisine de son appartement. Hergé le représente surtout dans son salon, où il prend son petit-déjeuner ou fait des exercices de gymnastique le matin, après avoir écouté les informations tout en prenant son bain. Tintin est également équipé du téléphone chez lui. Une cheminée se trouve au milieu du salon.
L'aménagement intérieur de l'appartement évolue au fil des aventures du reporter. Pour Thomas Sertillanges, « Tintin aime son intérieur, (...) il ne va cesser d'en améliorer le confort et la décoration ». Ainsi, au début de sa carrière, son salon comporte peu d'éléments. De retour de Chine après Le Lotus Bleu, Tintin a chez lui un vase chinois et un paysage entouré d'idéogrammes accroché au mur. Ce  vase est visible  dans l’album L'Oreille cassée, et il se remarque d’autant plus qu’il y a peu de bibelots chez Tintin. Le reporter n’est pas très souvent chez lui, peut-être parce qu’il "porte toujours les mêmes vêtements" où des vêtements locaux "en fonction des lieux fréquentés".
D'autres tableaux ornent les murs. Les fenêtres sont recouvertes par des doubles rideaux couleur brique, puis verts, qui s'harmonisent avec la nappe posée sur la table. Après L'île Noire, il semble que Tintin ait acheté une nouvelle bibliothèque et un lampadaire ; il a également changé la moquette, posé un tableau représentant un bateau, qui rappelle la Licorne, et installé un divan dans son salon. Tintin achète une nouvelle radio dans Le Crabe aux pinces d'or, installe un lustre qui remplace le luminaire. En rentrant de l'Arctique après L'Étoile mystérieuse, Tintin acquiert trois chaises ; après son voyage dans les Antilles dans Le Trésor de Rackham le rouge, l'appartement est agrémenté d'un miroir encadré de bois sculpté et a de nouvelles fenêtres. Après le Temple du Soleil, l'ameublement change à nouveau, avec le changement des chaises pour des fauteuils, ce qui fait dire à Thomas Sertillanges que Tintin se préoccupe de plus en plus de son confort.

#### Bibliothèque
Tintin possède une bibliothèque chez lui, dont la grande taille contraste avec la simplicité de son salon. C'est un meuble en trois parties, dans lequel sont rangés une centaine de livres. Dans L'Oreille cassée, on le voit lire le livre Voyages aux Amériques de Ch. J. Walker ; dans Le Sceptre d'Ottokar, Tintin prend dans sa bibliothèque un ouvrage encyclopédique sur la Syldavie qu'il consulte pour préparer son voyage. L'appartement de Tintin comporte une autre pièce, dans laquelle se trouve également une bibliothèque (plus petite que celle du salon, avec une quarantaine de livres), une table, un bureau et un canapé. Cette « chambre de travail » possède une fenêtre qui donne sur la rue ; globalement, elle est peu représentée par rapport au salon-séjour.

#### Étage
Dans certains albums il habite au 1er étage et dans d’autres au 2e, suggérant un possible déménagement.

### Dommages et destructions
L'appartement du 26, rue Labrador subit des dommages dans plusieurs albums. Ainsi, dans L'Oreille cassée, un poignard se fiche dans le fauteuil rouge, à quelques centimètres de Tintin ; un vase se brise lorsque Milou se bat contre un perroquet. Dans L'Étoile mystérieuse, le quartier subit un tremblement de terre et l'appartement est secoué, faisant croire à Tintin que la fin du monde est arrivée. La fenêtre du salon se brise à trois reprises dans Le Sceptre d'Ottokar, la deuxième fois juste après l'intervention d'un vitrier pour la réparer. Peu après, une bombe manipulée par les Dupondt explose dans l'appartement. Toutefois, il semble que ces dommages n'aient pas d'impact à long terme, puisqu'une fois Tintin rentré de Syldavie, « tout est réparé ».
Dans Le Secret de La Licorne, l'appartement est cambriolé par des complices des frères Loiseau voulant s'emparer de la maquette de la Licorne, et Tintin le retrouve complètement retourné, des papiers et des livres jonchant le sol. Cette situation provoque une colère chez le héros, qui attache une grande importance à ses livres.
Il semble que Tintin quitte définitivement son appartement pour le château de Moulinsart durant les deux jours qui séparent son retour du Khemed et son départ pour la Syldavie.

### Comparaison avec d'autres lieux
Paul-Georges Sansonetti estime que le domicile de Tintin « ne révèle rien de remarquable » par rapport aux autres logements dépeints dans la série, notamment les riches demeures du docteur Müller, du professeur Bergamotte ou du salon de l'explorateur Marc Charlet rempli de trophées de chasse et d'objets rapportés des quatre coins du monde. À l'inverse, l'ameublement de Tintin est avant tout pratique.

## Localisation

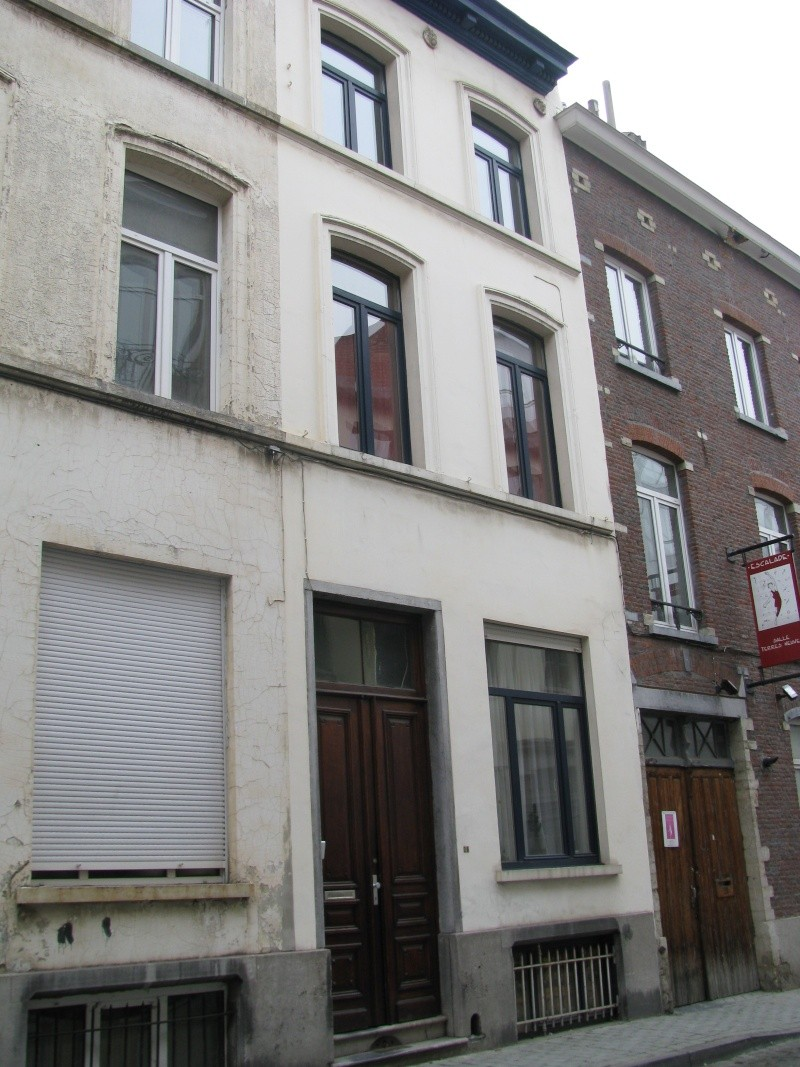
Rue Terre-Neuve 26 à Bruxelles, rue évoquée par la rue du Labrador.

Tout laisse à penser que cette adresse est à Bruxelles. Si l'on se fie aux indices disséminés dans les dessins d'Hergé (plaques d'immatriculation, uniformes, timbres, etc.), Tintin habite en Belgique, dans une grande ville[réf. nécessaire]. Dans Le Secret de La Licorne, on reconnaît, au début de l'album, les échoppes du marché aux puces des Marolles, dans le centre de Bruxelles,. Une confirmation vient également dans Tintin au Tibet : les caractères chinois sur la lettre de Tchang précisent le nom du pays, la Belgique, et le nom de la ville, Bruxelles ; l'adresse « 26, rue du Labrador » figure aussi, biffée, sur l'enveloppe. Enfin, Bruxelles était déjà mentionnée explicitement comme la résidence de Tintin dans la toute première aventure, Tintin au pays des Soviets ; à la fin de ce récit, le retour de Tintin a d'ailleurs lieu dans cette même ville, dans l'ancienne gare du Nord, détruite en 1955, ce qui en fait le seul édifice bruxellois identifiable dans les albums de Tintin.
Il existe bien une rue s'appelant rue du Labrador à Bruxelles : c'est une petite rue résidentielle de Laeken (ancienne commune fusionnée avec Bruxelles en 1921), qui ne ressemble pas au décor des albums d'Hergé[réf. nécessaire]. La rue du Labrador de la bande dessinée semble plutôt évoquer la rue Terre-Neuve, au centre de Bruxelles, jouant ainsi sur l'allusion à la province canadienne de Terre-Neuve-et-Labrador. Cependant, cette province s'appelait seulement Terre-Neuve avant 2001, et ne fait partie de la fédération canadienne que depuis 1949, même si elle avait déjà annexé tout le Labrador en 1927, et en possédait une petite partie depuis au moins un siècle de plus. C'est au numéro 26 de cette rue que se trouvait le domicile de la grand-mère d'Hergé, selon une légende qui a été  catégoriquement démentie par les spécialistes du dessinateur : tout jeune, Hergé lui rendait souvent visite, mais à une autre adresse.
Hergé et sa famille n'habitaient pas la rue du Labrador mais un autre secteur de Bruxelles,  dans un quartier à cheval entre Ixelles et Etterbeek, au 97 rue de l'Orient  et sa grand-mère Antoinette Roch vivait à quelques pas dans la même rue.

## Hommages et reproductions
En 2004, l'appartement de Tintin est reproduit sous forme de maquette pour une exposition à Bruxelles.
En hommage, le musée Hergé de Louvain-la-Neuve a pris pour adresse « Rue du Labrador, 26 »,.

### Albums de Tintin
1. ↑  L'Oreille cassée, planches 1 à 8.
2. ↑  L'Oreille cassée, planches 6 et 7.
3. ↑  Le Sceptre d'Ottokar, planches 8 et 10
4. ↑  Objectif Lune, planche 2
5. ↑  Le Secret de La Licorne, planches 1 à 3.
6. ↑  Tintin au Tibet, planche 3.

### Sources secondaires
1. 1 2 3 4 5 6 7 8  Nattiez 2017, p. 229.
2. ↑  Yves Horeau, « 26 rue du Labrador », sur Moulinsart la vie de chateau (consulté le 23 juin 2020)
3. 1 2  Hennebert 2000, p. 167
4. 1 2 3 4 5 6 7 8 9 10 11 12 13 14 15 16 17 18 19 20 21 22 23  Thomas Sertillanges, La vie quotidienne à Moulinsart, Hachette Littératures, 8 novembre 2006 (ISBN 978-2-01-238006-6, lire en ligne), p. 36-38
5. ↑  Renaud Nattiez, Le Mystère Tintin: Les raisons d'un succès universel, Les Impressions nouvelles, 7 janvier 2016 (ISBN 978-2-87449-326-3, lire en ligne), p. 4
6. ↑  Thomas Sertillanges, La vie quotidienne à Moulinsart, Hachette Littératures, 8 novembre 2006 (ISBN 978-2-01-238006-6, lire en ligne), p. 41
7. 1 2  Pierre Ajame, Hergé, Gallimard (réédition numérique FeniXX), 1er janvier 1991 (ISBN 978-2-07-281553-9, lire en ligne), p. 172
8. 1 2 3 4 5  Michel Porret, « Journaux et livres : la lecture dans les aventures du reporter sans plume Tintin », Histoire et civilisation du livre,‎ 2012 (lire en ligne)
9. ↑  Albert Algoud, Petit dictionnaire énervé de Tintin, Les Éditions de l'Opportun, 19 août 2011 (ISBN 978-2-36075-096-2, lire en ligne), p. 66
10. ↑  Benoît Melançon, Écrire au pape et au Père Noël: cabinet de curiosités épistolaires, Les Éditions Numeriklivres, 10 octobre 2011 (ISBN 978-2-923858-78-4, lire en ligne), « Tintin (non-)épistolier », p. 45
11. ↑  Paul-Georges Sansonetti, Hergé et l'énigme du pôle, Le Mercure Dauphinois, 14 septembre 2020 (ISBN 978-2-35662-212-9, lire en ligne), p. 26
12. ↑  Van Nieuwenborgh 2009, p. 83
13. ↑  La première mention de Bruxelles est en planche 4 de Tintin au pays des Soviets.
14. ↑  Hennebert 2000, p. 170
15. ↑  « Sur les traces de Tintin à Bruxelles », sur LExpress.fr, 2 novembre 2006 (consulté le 2 juillet 2020)
16. ↑  Hergé à Bruxelles : l’histoire de toute une vie ! sur Celemondo.
17. 1 2 3  Guérin 2024, p. 58.
18. ↑  Guérin 2024, p. 59.
19. ↑  « « Tintin et la ville » : quand la BD et l’architecture sont de mèche », sur ActuaBD, 4 avril 2004 (consulté le 25 janvier 2023)
20. ↑  « Philippe Goddin : "L'adresse du Musée Hergé est très simple à mémoriser puisque c'est l'adresse de Tintin 26, rue du Labrador" », sur France Culture (consulté le 23 juin 2020)
21. ↑  Nattiez 2017, p. 231.